# Джезу-Дивин-Лавораторе (титулярная церковь)
Титулярная церковь Джезу-Дивин-Лавораторе (лат. Titulum Iesu Divini Opificis) — титулярная церковь была создана Папой Павлом VI 28 апреля 1969 года. Титул принадлежит приходской церкви Джезу-Дивин-Лавораторе, расположенной в квартале Рима Портуенсе, на виа Одеризи да Губбио.
Церковь, которой принадлежит кардинальский титул, была возведена в ранг вице-прихода 1 октября 1954 года, зависимым от Сакра-Фамилья-аль-Портуенск. 12 марта 1955 года кардинал-викарий Клементе Микара возвёл его в ранг прихода своим указом «Paterna sollicitudine» и передал его епархиальному духовенству Рима. Комплекс недвижимости принадлежит Папскому институту сохранения веры и строительства новых церквей в Риме.

## Список кардиналов-священников титулярной церкви Джезу-Дивин-Лавораторе
- Павел Юй Бинь (28 апреля 1969 — 16 августа 1978, до смерти);
  - вакантно (1978 — 1983);
- Джозеф Луис Бернардин (2 февраля 1983 — 14 ноября 1996, до смерти);
  - вакантно (1996 — 1998);
- Кристоф Шёнборн (21 февраля 1998 — по настоящее время).